# Пески Бороздины
Пески Бороздины — деревня в северной части Порховского района Псковской области. Входит в состав сельского поселения «Дубровенская волость».
Расположена на берегу реки Ситня, в 20 км (в 47 км по дорогам) к северо-востоку от города Порхова.
Численность населения на конец 2000 года составляла 14 человек.
До 3 июня 2010 года деревня входила в состав ныне упразднённой Демянской волости (с центром в деревне Боровичи), которая была объединена с Дубровенской волостью (с центром в деревне Дубровно) в Дубровенскую волость с новым центром в деревне Боровичи.